# 埃杜尔纳·帕萨班

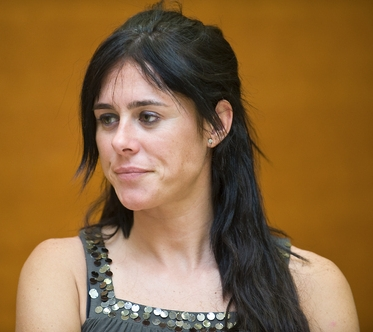
埃杜尔纳·帕萨班

埃杜尔纳·帕萨班（Edurne Pasaban，1973年8月1日--），一译艾杜娜·帕莎本，是一名西班牙登山家，她是继格琳德·卡尔滕布鲁纳（Gerlinde Kaltenbrunner）和Nives Meroi之后第三位登顶14座8000米级山峰中的11座的女登山家。2009年5月18日，登顶干城章嘉峰，成为第一个登顶12座8000米级山峰的女登山家 。2010年5月17日上午11：30分（尼泊尔时间），埃杜尔纳·帕萨班成功登顶希夏邦马峰，成为第一位登顶全部14座8000米级山峰的女登山家。

## 8000米级山峰攀登记录
- 2010 - 希夏邦马峰
- 2010 - 安纳布尔纳峰[4]
- 2009 - 干城章嘉峰
- 2008 - 马纳斯卢峰
- 2008 - 道拉吉里峰
- 2007 - 布洛阿特峰
- 2005 - 南迦帕尔巴特峰
- 2004 - 乔戈里峰
- 2003 - 加舒尔布鲁木I峰
- 2003 - 加舒尔布鲁木II峰
- 2003 - 洛子峰
- 2002 - 卓奥友峰
- 2002 - 马卡鲁峰
- 2001 - 珠穆朗玛峰